# Dwór w Droblinie
Dwór w Droblinie – zabytkowy dwór późnoklasycystyczny z XIX w. położony w miejscowości Droblin (gmina Leśna Podlaska). Znajduje się kilkanaście kilometrów od Białej Podlaskiej w województwie lubelskim. Zespół dworski w Droblinie (dwór i park) jest wpisany do rejestru zabytków NID (nr rej. A/133 z 16.12.1966).

## Historia
Historia dworu sięga czasów, kiedy Droblin należał do rodu Wężyków. To właśnie tu postanowili wybudować swoją rodową siedzibę: dwór wraz z rozległą przestrzenią parkową. Przez kolejne lata posiadłość zmieniała właścicieli.

## Budynek
Charakterystycznymi elementami późnoklasycystycznego budynku są:
- wejście zamknięte półkoliście,
- jedenastoosiowa fasada z czterokolumnowym portykiem (w stylu toskańskim) zakończonym naczółkiem trójkątnym,
- ryzality o boniowanych narożach ze schodkowymi szczytami.

Okna dworu cechują się profilowanymi opaskami z nakrytymi odcinkami gzymsu. Elewacje boczne są trójosiowe, tylna elewacja jest natomiast niesymetryczna (dziewięcioosiowa). Całości dopełnia kryty dachówką, czterospadowy dach.

## Teraźniejszość
Ceglana budowla zachowała się do czasów współczesnych, chociaż okolice samego dworu uległy zmianom. W pobliżu znajdują się pozostałości pierwotnego założenia parkowego z osią kompozycyjną wyznaczoną przez staw, stworzony równolegle do dworu. W otoczeniu budynku pozostały liczne drzewa, m.in. klony, kasztanowce i lipy. Część z nich, z uwagi na swój wiek, posiada status pomników przyrody (jesion wyniosły oraz dwie lipy drobnolistne).
Obecnie (2011) dwór w Droblinie znajduje się w rękach prywatnych, dzięki czemu możliwa stała się jego gruntowna rozbudowa. Na terenie dworku powstał kompleks hotelarsko-restauracyjny.
5 maja 2023 wybuchł pożar, w wyniku którego został w znacznym stopniu uszkodzony należący do kompleksu kryty słomą drewniany budynek SPA – m.in. zawalił się dach. Dwór i pozostałe budynki udało się ocalić przed ogniem. Straty oszacowano na 1 mln PLN.